# Bujavica
Bujavica es una localidad de Croacia en el ejido de la ciudad de Lipik, condado de Požega-Eslavonia.

## Geografía
Se encuentra a una altitud de 217 m s. n. m. a 105 km de la capital croata, Zagreb.

## Demografía
En el censo 2021 el total de población de la localidad fue de 22 habitantes.
| Gráfica de población de Bujavica 1857-2021                          |
|                                                                     |
| Según los censos de población de la oficina estadística de Croacia. |

## Guerra de Croacia
Con el inicio del levantamiento serbio, la aldea quedó bajo el poder de los serbocroatas. 
El 14 de octubre de 1991, miembros del 56.° Batallón Independiente (Kutina), de la Policía de Reserva y el 2.° Batallón (Čazma) de la 105.° Brigada de la Guardia Nacional Croata comenzaron una operación ofensiva por la mañana que resultó en la ocupación de la aldea, la primera en el área de Novska. Después de varias horas de lucha, los serbios se retiraron a Lovska y la 1.a Compañía del 56.° Batallón entró a Bujavica. No hubo víctimas entre los croatas, permitiéndoles apoderarse de una considerable cantidad de armas y municiones.
Un cartel en el acceso a la aldea señala que es la primera localidad en ser liberada por los croatas durante la Guerra de Croacia. A pesar de no ser exacto, no le quita importancia en el contexto de la lucha en la región.

## Archivos Multimedia
Liberación de Bujavica (en croata) Archivado el 9 de julio de 2021 en Wayback Machine..